# Papiermühle Wickrath
Die Papiermühle Wickrath war eine Wassermühle mit einem oberschlächtigen Wasserrad am Oberlauf der Niers im Mönchengladbacher Stadtteil Wickrath im Regierungsbezirk Düsseldorf.

## Geographie
Die Papiermühle Wickrath hatte ihren Standort am Flutgraben der Niers, am Neukircher Weg 10, im Mönchengladbacher Stadtteil Wickrath. Oberhalb befand sich die Schlossmühle Wickrath, unterhalb die Wetscheweller Mühle. Das Gelände, auf dem das Mühlengebäude steht, liegt auf einer Höhe von ca. 62 m über NN.

## Gewässer
Die Niers (GEWKZ 286) in ihrem alten Flussbett versorgte bis zur Flussbegradigung über Jahrhunderte zahlreiche Mühlen mit Wasser. Die Niers entspringt in Kuckum, einem Ortsteil der Stadt Erkelenz. Bis zur Mündung in die Maas bei Gennep (Niederlande) hat die Niers eine Gesamtlänge von 117,668 km und ein Gesamteinzugsgebiet von 1.380,630 km2. Die Quelle liegt bei 73 m ü. NN, die Mündung bei 9 m ü. NN. Die Pflege und der Unterhalt des Gewässers obliegt dem Niersverband.

## Geschichte
Im Jahre 1708 erbauten die Herren von Wickrath südöstlich vom Schloss eine Papiermühle. Dazu wurde der Flutgraben, der das Wickrather Bruch entwässerte, mit der Niers über eine Schleuse verbunden. Die oberschlächtig betriebene Mühle war mit einem Kollergang und zwei Bütten ausgestattete. Einer der ersten Pächter war der Niederländer Wilhelm Greeven, der auch die Papiermühle Odenkirchen errichtete. Im Jahre 1747 brannte die Mühle ab, war jedoch ein Jahr später wieder betriebsbereit. 1842 wurde die Mühle in eine Ölmühle umgewandelt. Im Jahre 1867 war auch diese Zeit vorbei, denn die Mühle wurde zu einer Spulerei und Weberei umgebaut und wegen des wechselnden Wasserspiegels auf Dampfmaschine umgestellt. Die Textilindustrie arbeitete noch bis nach dem Zweiten Weltkrieg.

## Galerie

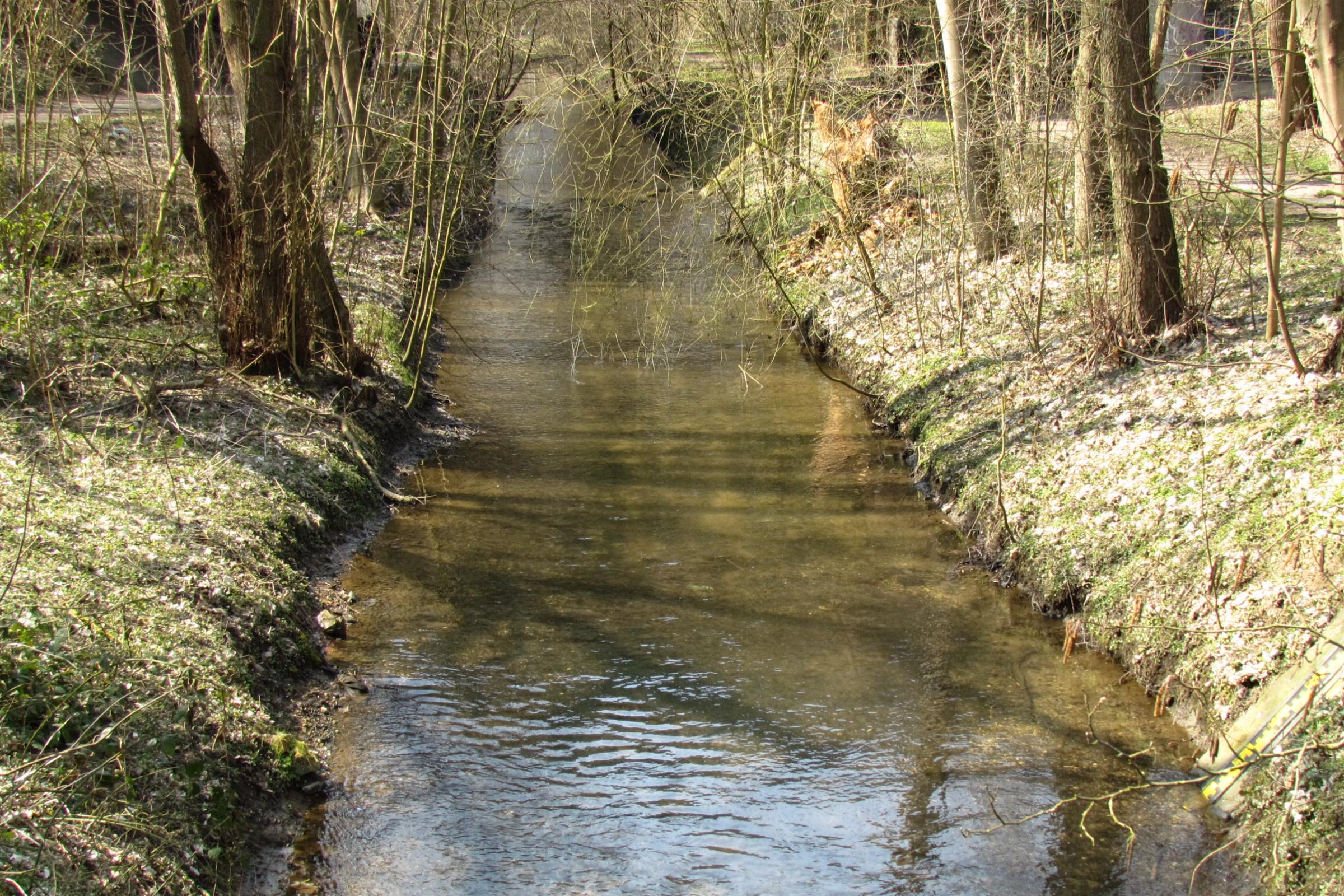
Der Niersverlauf in der Nähe der Mühle
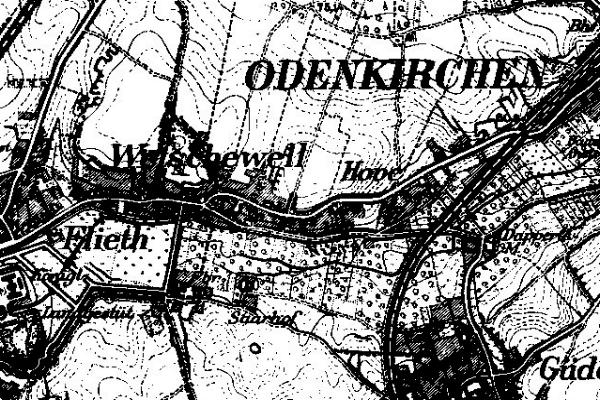
Die Niers  zwischen Wickrath und Odenkirchen auf der Karte Neuaufnahme von 1912
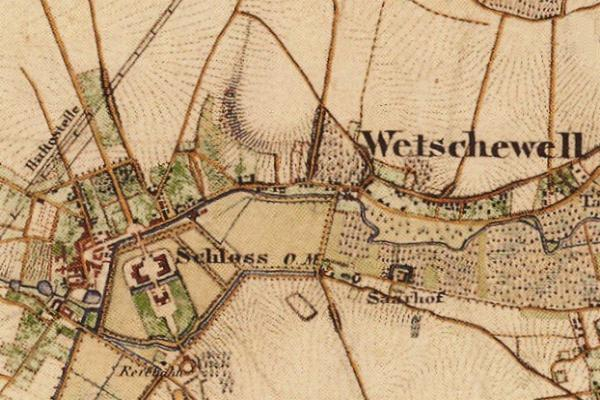
Die Niers in der Ortslage Wickrath auf der Urkatasterkarte von 1846
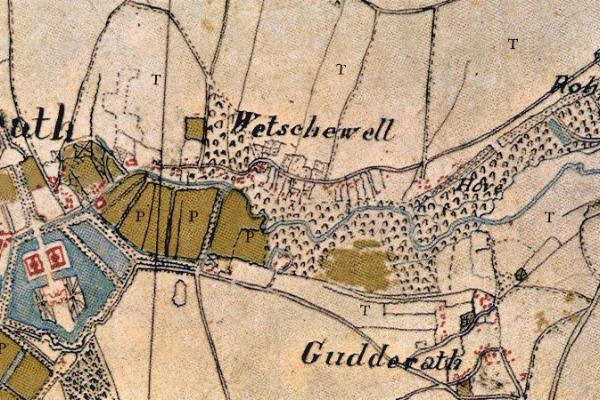
Die Ortslagen Wickrath und Wetschewell auf der Tranchotkarte 1803–1820